# Spirit of New Zealand
Le Spirit of New Zealand est un trois-mâts goélette néo-zélandais  servant de navire-école à l'association The Spirit of Adventure Trust  d'Auckland en Nouvelle-Zélande.

## Histoire
Le Spirit of New Zealand a été construit en 1986 dans les chantiers navals Thackwray Yachts Ltd d'Auckland  à la demande de l'association de Lou Fisher, fondée en 1972, pour offrir aux jeunes néo-zélandais l'égalité de chance dans la formation de la navigation à la voile. Il est accessible à tous les adolescents de 15 à 19 ans pour des stages de 5 ou 10 jours.
Il a participé à la Sydney-Auckland Tall Ships Regatta 2013.